# Hedonist
Hedonist（ヘドニスト、1987年 - ）は、日本で活動する、作曲家、編曲家、エンジニアである。人狼プレイヤーとしても活動しており、村人の時は強いと言われている。